# Ringling Brothers and Barnum & Bailey Circus
Ringling Brothers and Barnum & Bailey Circus es un circo estadounidense que fue creado desde la fusión del Ringling Brothers Circus y el Barnum & Bailey Circus. Fue el más grande y famoso de todos los circos estadounidenses y se presentó continuamente desde 1871 hasta 2017, y tras 6 años de ausencia regreso el 29 de septiembre del 2023.

## Historia

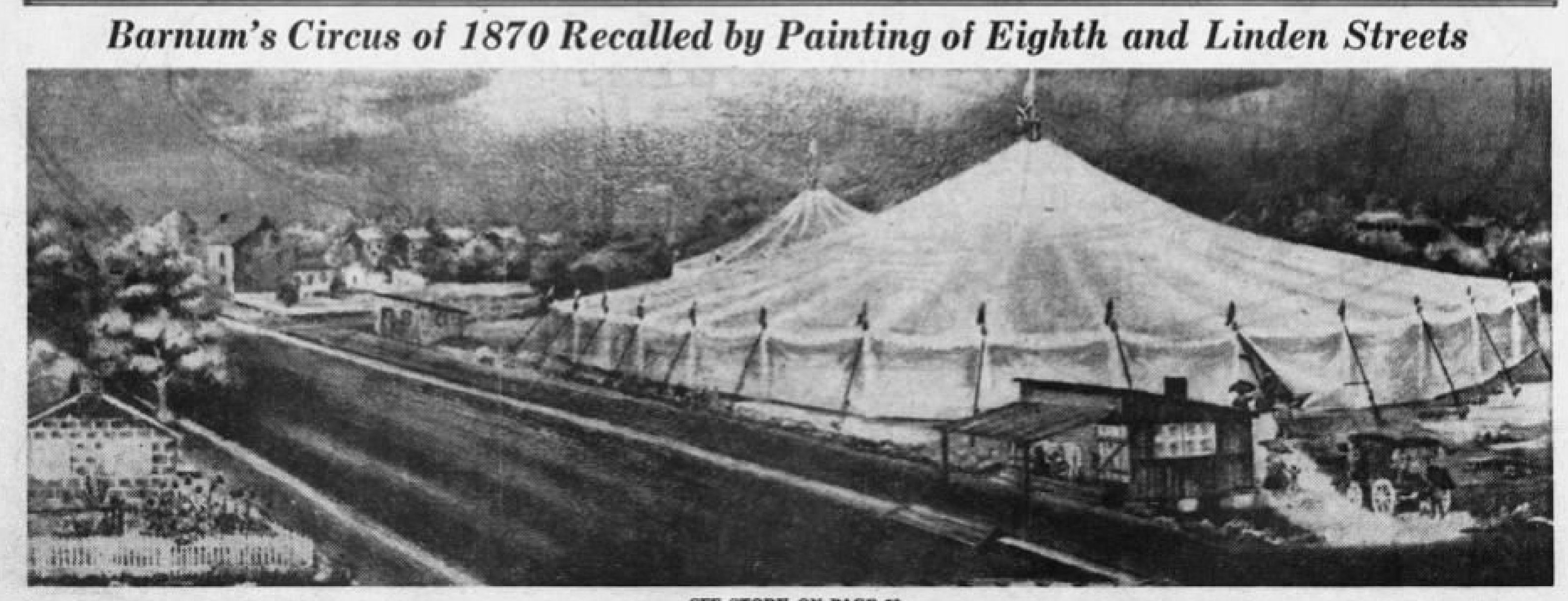
P. T. Barnum circus (1870)

### P. T. Barnum
El empresario del espectáculo estadounidense P. T. Barnum, es más recordado por sus entretenidos espectáculos tipo hoax y de exhibición de rarezas (freak show) y por fundar el circo que se convirtió en el Ringling Brothers and Barnum & Bailey Circus. Barnum intentó retirarse del negocio del espectáculo en 1885, pero pronto tuvo que volver a entrar para pagar algunas deudas. En 1871, Dan Castello y William C. Coup convencieron a Barnum para prestar su nombre y apoyo financiero al circo que ya habían creado en Delavan. Así, creó el P.T. Barnum's Great Traveling Museum, Menagerie, Caravan, and Hippodrome, que fue el inicio del continuo funcionamiento de este circo. Barnum añadió, The Greatest Show on Earth (El espectáculo más grande del mundo) para promocionar su espectáculo.

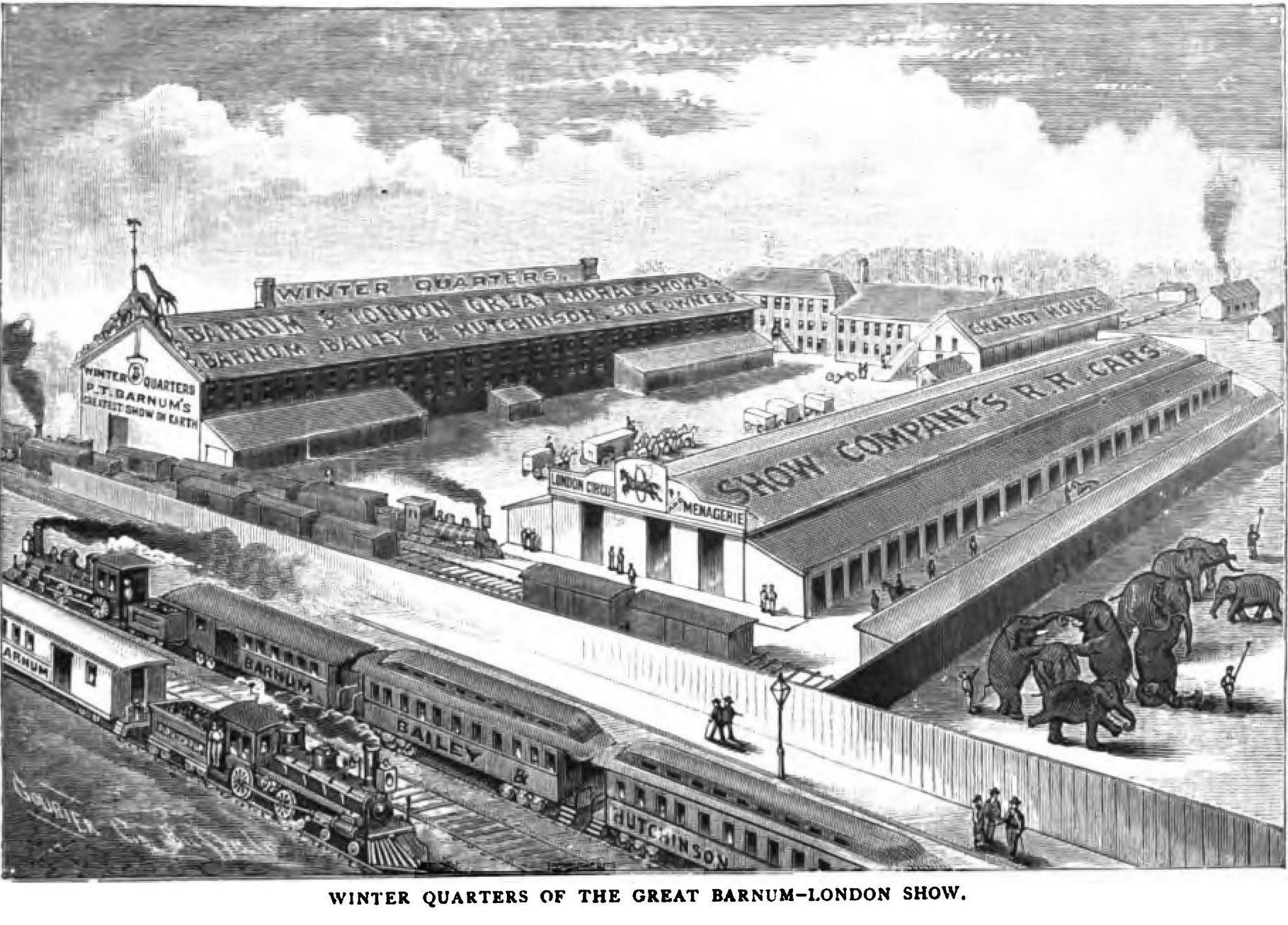
Carpa de invierno (1886)

Cartel del Ringling Bros (1899)

### James Bailey
James Anthony Bailey formó equipo con James E. Cooper para crear el Cooper and Bailey Circus en los años 1860. El circo de Bailey se convirtió en el principal competidor de Barnum. Bailey fue el primero en exhibir la lámpara incandescente en 1879, un año antes de que Thomas Alva Edison la patentara. También exhibió a Little Columbia, el primer bebé elefante en nacer en un circo estadounidense. 
Barnum intentó comprar al elefante, pero Bailey rechazó la oferta. En lugar de continuar como competidores, cada hombre reconoció el trabajo de la compañía de espectáculos del otro y decidieron combinar sus shows en 1881. El show combinado gozó de gran éxito con actos tales como la exhibición de Jumbo, el elefante más grande del mundo, en 1882.
Barnum falleció en 1891. Bailey compró el circo a su viuda. Organizó giras por el este de Estados Unidos hasta llevar el circo a Europa el 27 de diciembre de 1897 donde estuvieron hasta 1902.
La gira europea de Bailey les dio la oportunidad a los Hermanos Ringling de traer su espectáculo al cercano oeste por el litoral oriental estadounidense. Haciendo frente a la nueva competencia, Bailey llevó su circo al oeste de las Montañas Rocosas por primera vez en 1905. Murió al año siguiente y el circo fue vendido a los Ringling Brothers un año después.

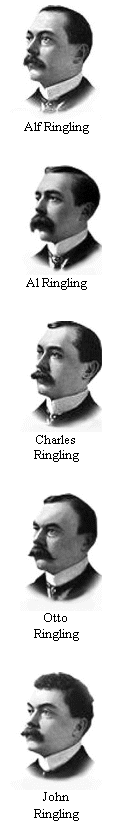
Los Ringling brothers

### Los Ringling Brothers
Los humildes orígenes de los hermanos Ringling se remontan a un circo pequeño que empezó a funcionar en 1884, casi al mismo tiempo en que Barnum y Bailey llegaban en la cima de la popularidad. Similar a las docenas de circos que viajaban al cercano oeste y noreste por dichas fechas, los Ringling trasladaban su circo de ciudad en ciudad a través de pequeñas pero llamativas caravanas de carromatos con dibujos de los animales del circo. Su circo creció rápidamente convirtiéndose en el más grande del momento, luego empezaron a usar el tren para trasladar su circo, lo que le permitió convertirse en el espectáculo móvil más grande de su tiempo. 

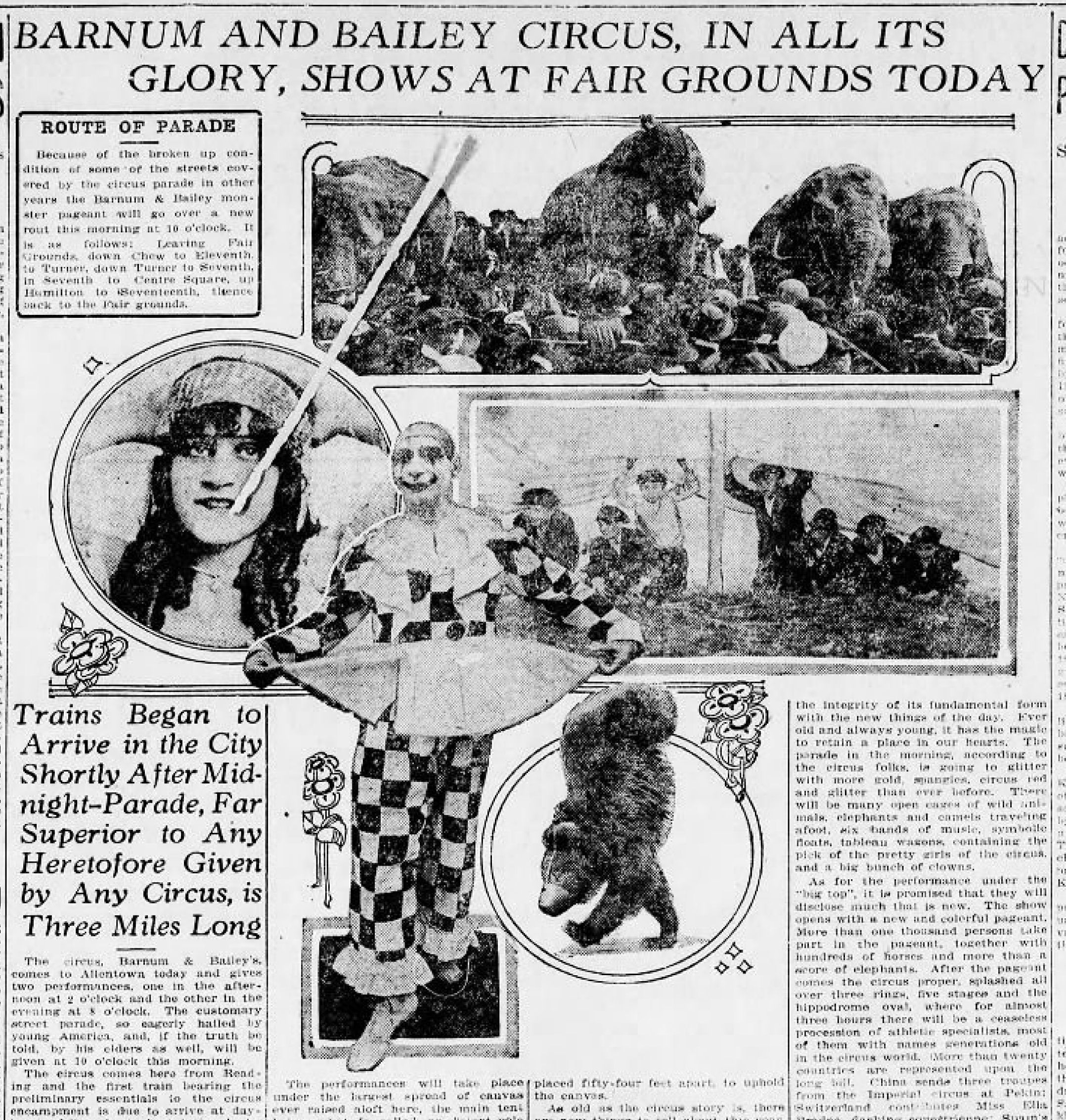
Promoción del espectáculo en The Allentown Democrat (10 de mayo de 1917)

### Los shows combinados
Los Ringling compraron el Barnum and Bailey Circus en 1907 y organizaron los circos de manera independiente hasta 1919. Hasta ese punto, Charles Ringling y John Ringling eran los últimos hermanos de los siete que originalmente fundaron el circo y decidieron que era muy difícil manejar los circos de manera independiente. Para el 29 de marzo de 1919, el Ringling Brothers and Barnum & Bailey Circus debutó en el Madison Square Garden en Nueva York. Los carteles indicaban, The Ringling Brothers World's Greatest Shows and the Barnum & Bailey Greatest Show on Earth are now combined into one record-breaking giant of all exhibitions (en español: El Ringling Brothers World's Greatest Shows y el Barnum & Bailey Greatest Show on Earth se combinan ahora en un gigantesco espectáculo que bate todos los récords). Charles Ringling falleció en 1926.

El circo tuvo gran éxito hasta los años 1920, y John Ringling se convirtió en uno de los hombres más ricos del mundo.

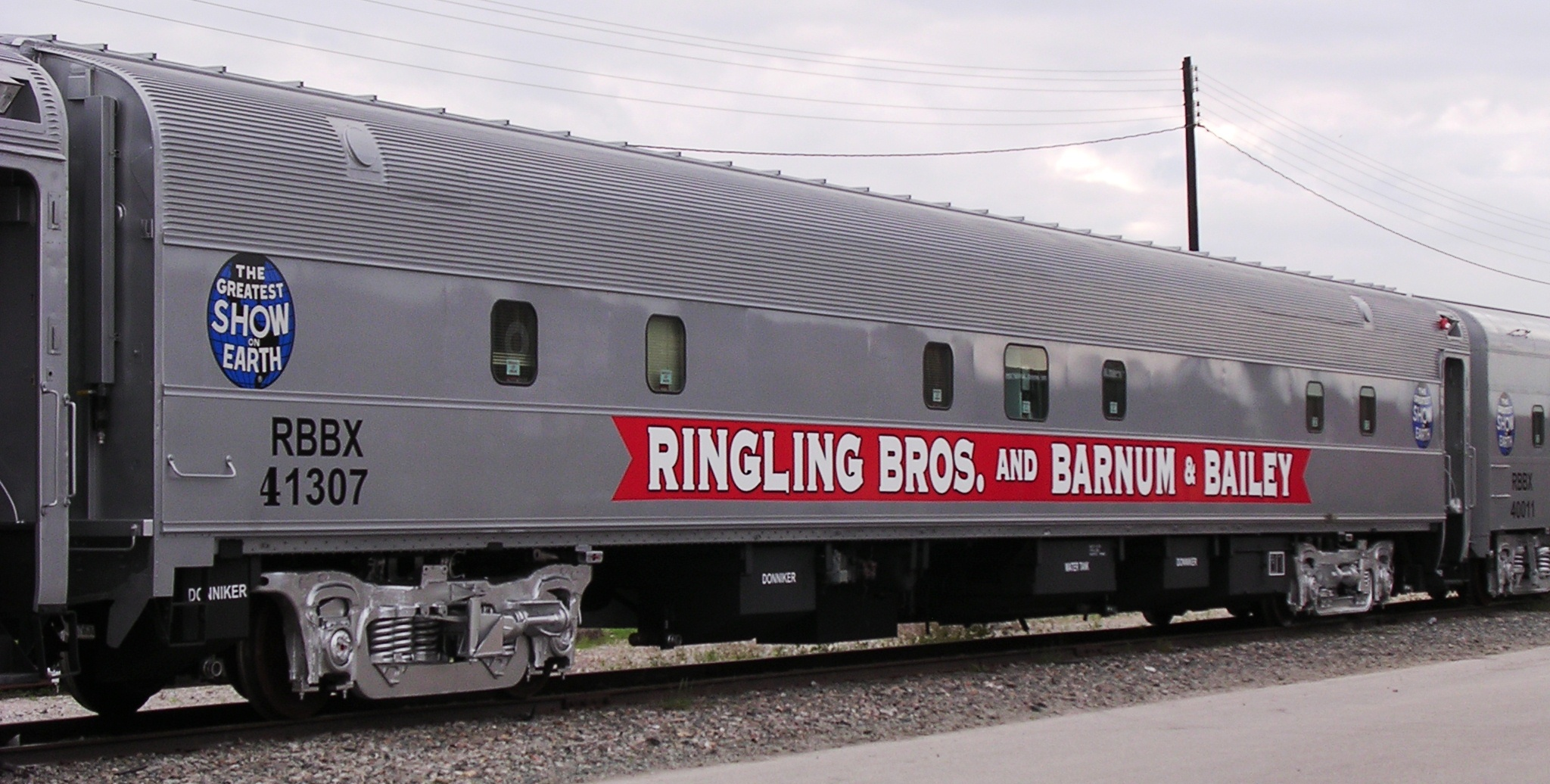
Ringling Bros. and Barnum & Bailey Xpress (RBBX) 41307 después de su restauración -- Tampa, Florida.

### Declive después de los Ringling Brothers

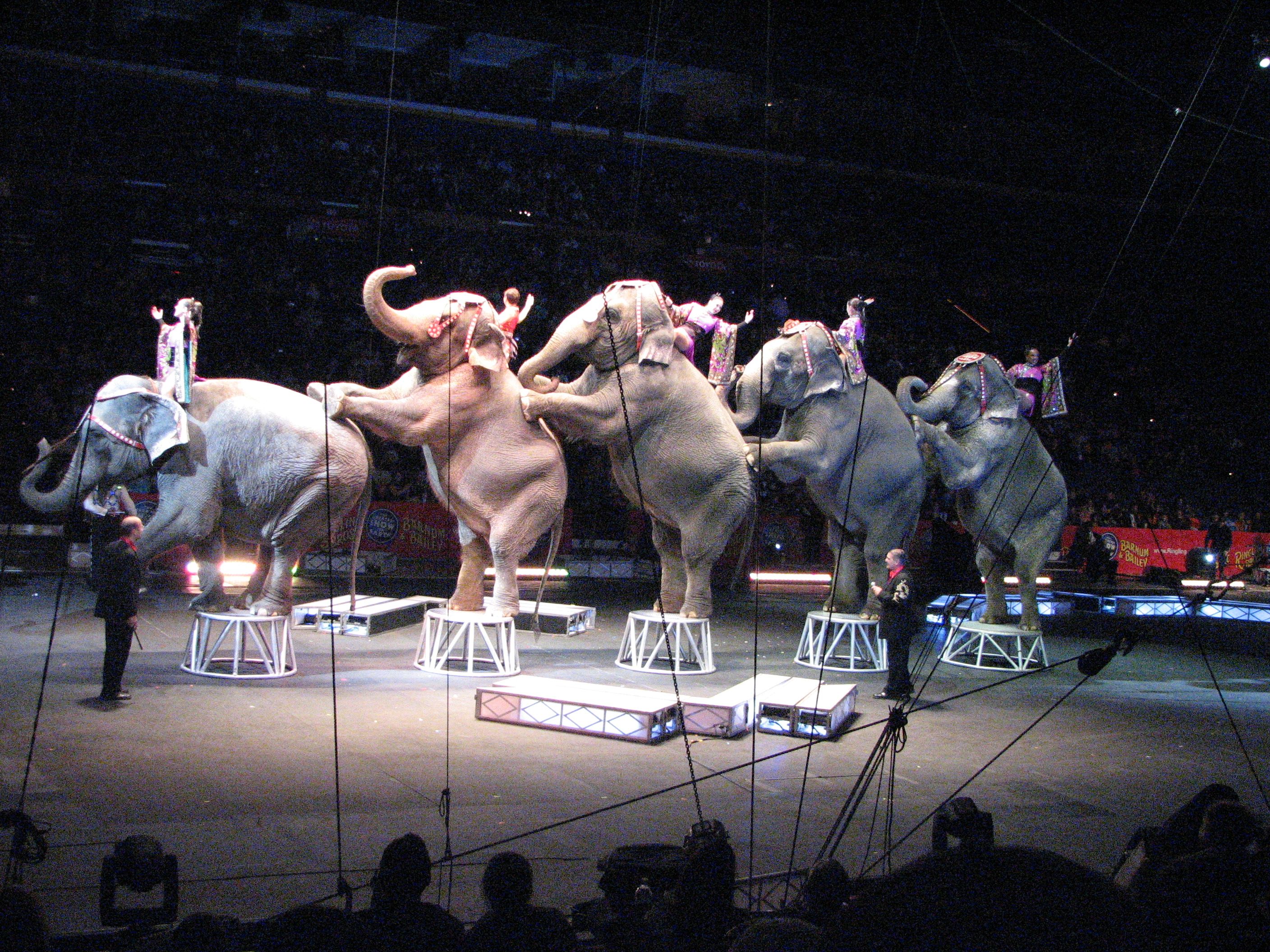
Elefantes en el circo (2008)

Aunque el circo sufrió durante los años 1930 debido a la Gran Depresión pudo permanecer en el negocio. John Ringling North, sobrino de John Ringling, fue quien dirigió el circo durante varias décadas. Mediante un ofrecimiento especial del presidente Franklin D. Roosevelt, el circo fue autorizado para utilizar y operar los rieles ferroviarios en 1942, a pesar de las restricciones del recorrido originadas por la Segunda Guerra Mundial. 
Durante la posguerra, la prosperidad de la nación no fue compartida por el circo ya que se produjo una menor asistencia y una subida de precios, a lo que se sumó un cambio en los gustos del público influido por el cine y la televisión. En este tiempo el circo empezó a funcionar bajo carpas en Pittsburgh, el 16 de julio de 1956. En un artículo de la revista estadounidense LIFE se hacía referencia al circo asegurando que una era mágica había terminado para siempre ("a magical era had passed forever") y consideraba al circo como un espectáculo sin futuro.

### Resurgimiento con la Familia Feld
Irvin Feld era reconocido por la producción de tours de bandas de rock and roll junto a su hermano Israel. En 1967, cuando John Ringling North y Arthur Concello pasaron del espectáculo bajo carpas a instalaciones de interior, Feld fue uno de los productores que trabajó en los espectáculos de Detroit y Filadelfia. Durante el otoño de 1967, Feld, su hermano Israel, y el juez Roy Hofheinz de Texas, compraron la compañía de North y los intereses de la Familia Ringling. 
Feld realizó cambios para mejorar la calidad y los beneficios del espectáculo. En 1968, había solamente 14 payasos profesionales —y muchos de ellos tenían más o menos 50 años de edad— por lo que fundó el Ringling Brothers and Barnum & Bailey Clown College. Al año siguiente, dividió el espectáculo en dos unidades móviles, Red Tour y Blue Tour. 
En 1970, el único hijo de Feld, Kenneth Feld se convirtió en el coproductor de los shows. La Familia Feld vendió el circo a la compañía Mattel en 1971, pero conservó el control de la producción. Lo compraron de nuevo en 1982. Feld murió en 1984 y la compañía quedó bajo la dirección de Kenneth.
En 1996, Feld Entertainment, Inc. fue creada como la casa matriz del circo. La compañía también produjo varias de las producciones de Broadway y Las Vegas. 
El circo viajó en dos trenes, el Blue Tour y el Red Tour; así como el camión Gold Tour. Cada tren se componía de vagones que se extendían aproximadamente a lo largo de una milla de longitud. El Blue y el Red Tours presentaban unas producciones de tres cuadriláteros durante dos años (excepto en el mes de diciembre), visitando ciudades importantes que se alternaban cada año. Cada tren presentaba una "edición" diferente del show, utilizando el esquema que databa de los orígenes del circo en 1871. El Blue Tour presentaba las ediciones con números pares y el Red Tour presentaba las ediciones impares. El Gold Tour ofrecía una versión del show a escala de un cuadrilátero para localidades pequeñas.
En 2006, para la 136ª edición, el Blue Tour comenzó con un nuevo formato. Este fue el principal cambio en más de cincuenta años. La nueva edición fue satisfactoria, pues contó con reseñas variadas. Los tigres amaestrados, funambulistas, trapecistas y los tres cuadriláteros fueron sustituidos por una sola grada. La función principal se ejecutaba por medio de una "familia" estadounidense para atraer a la audiencia, en la vida real, eran actores. Para el final del espectáculo, la mamá era una atractiva trapecista, el papá era un maestro de ceremonias, la hija adolescente era una bailarina circense y el hijo adolescente era un malabarista. The Blue Tour era el más nuevo. El Red y el Gold Tours consiguieron el diseño de su nuevo formato al año siguiente.

### El incendio del circo en Hartford
El incendio del circo en Hartford, el 6 de julio de 1944, fue uno de los peores desastres por incendios en la historia de los Estados Unidos. El incendio ocurrió durante una función al atardecer del Ringling Brothers and Barnum & Bailey Circus a la cual habían asistido unas 8 700 personas aproximadamente. La imagen en la mente del público en recuerdo del incendio fue la del payaso Emmett Kelly, que lanzaba un cubo de agua a la lona incendiada, en un inútil esfuerzo por apagar el fuego.
Más de 100 personas fallecieron. Los presentes se dieron cuenta de que su seguridad dependía, en gran medida, de marcharse de ahí o agacharse fuera de la carpa, debajo de los flancos de la tienda. Algunos de los muertos siguen sin identificar a pesar de las modernas técnicas de identificación del ADN.
Un hecho que salió a la luz en la investigación dentro de la tragedia fue que la tienda no era ignífuga. El motivo, Ringling Brothers había solicitado al ejército, quien tenía la absoluta prioridad por el material, la venta del producto para tratar su carpa con más líquido ignífugo, pero el ejército rechazó su petición. A pesar de esto, la gerencia del circo fue acusada de negligencia y varios ejecutivos de Ringling fueron encarcelados por este accidente.
Muchas demandas relacionadas con el incendio recayeron sobre el circo. Ringling Brothers durante los siguientes diez años, pagaron esas demandas y remuneraron las reclamaciones por completo.

## Cuidado y conservación de los animales
En 1995, el circo abrió el Center for Elephant Conservation en Florida para la crianza, investigación y retiro del rebaño del elefante asiático. Todos los perros de los shows fueron rescatados de refugios de animales.
El circo participó en la creación de programas para las especies en peligro que eran utilizadas en los espectáculos, incluyendo al tigre de Bengala y al elefante. La población de tigres era retirada en el Big Cat Rescue.

## Cierre tras 146 años de actividad
Después de 146 años, el 14 de enero de 2017, el circo Ringling Bros. and Barnum & Bailey anunció su cierre definitivo que se hizo efectivo en mayo del mismo año. El motivo se debió a múltiples factores: la disminución de la venta de entradas, el aumento de los costes del espectáculo, y las prolongadas batallas con grupos protectores de animales contribuyeron a tomar la decisión.

## Resurgimiento
En el año 2022, Feld Entertainment anunció en su página de internet una convocatoria para atraer nuevos talentos y así retomar el concepto del circo con una gira 50 ciudades de América del Norte que iniciará en septiembre de 2023. Lo más notorio es que ahora se utilizará tecnología de punta en los espectáculos, sumergiendo al espectador en una innovadora experiencia de 360 grados. El Ringling Bros and Barnum & Bailey Circus cuenta ahora con un nuevo logotipo que fue diseñado para evocar la herencia de la marca, y crear sentimientos de asombro, descubrimiento y alegría.

## Los nombres del espectáculo más grande del mundo
- P. T. Barnum's Grand Traveling Museum, Menagerie, Caravan & Hippodrome; P. T. Barnum, William Cameron Coup y Dan Castello, propietarios (1871).
- P. T. Barnum's Grand Traveling World's Fair; The Greatest Shows On Earth; P. T. Barnum, William Cameron Coup, Dan Castello y S. H. Hurd, propietarios.
- P. T. Barnum's Great Roman Hippodrome; P. T. Barnum, William Cameron Coup, Dan Castello y S. H. Hurd, propietarios.
- P. T. Barnum's Greatest Show On Earth; P. T. Barnum, John J. Nathans, George F. Bailey Lewis June, propietarios (y Avery Smith solamente para parte de 1876).
- Barnum & Bailey Circus; James Anthony Bailey (1891).
- Ringling Brothers and Barnum & Bailey Circus (1919).

## Línea del tiempo
- 1871: P. T. Barnum's Grand Traveling Museum, Menagerie, Caravan & Hippodrome es creado con William Cameron Coup.
- (cerca de 1875): James Anthony Bailey empieza su circo.
- 1881: James Anthony Bailey y P. T. Barnum se asocian para formar el Barnum and Bailey Circus.
- 1884: John Ringling empieza el Ringling Brothers Circus.
- 1891: Muerte de P. T. Barnum.
- 1891: James Anthony Bailey compra los bienes de Barnum a su viuda.
- 1906: Muerte de James Anthony Bailey.
- 1907: El Ringling Brothers Circus compra el Barnum and Bailey Circus.
- 1919: John Ringling combina los dos en Ringling Brothers and Barnum & Bailey Circus.
- 1944: Incendio del circo en Hartford.
- 1967: Irvin Feld, Israel Feld y Roy M. Hofheinz compran el circo de los Ringling.
- 2017: El sábado 14 de enero de 2017, los directivos del circo anunciaron su cierre definitivo, alegando diferentes razones, cambio de gusto del público, la regulaciones respecto al trato de animales, escasa venta de entradas, entre otros motivos.
- 2022: Feld Entertainment decide retomar operaciones abriendo una convocatoria en su página web atrayendo talentos de diversas partes del mundo para regresar al circo en una gira por 50 ciudades de Norteamérica a partir de septiembre de 2023.
- 2023: Ringling Brothers levanta de nuevo el telón tras haber cerrado definitivamente en el año 2017 el 29 de septiembre del 2023 en Bossier City.

## En la cultura popular
- En la novela de fantasía Dinosaur Summer de Greg Bear el Ringling se menciona comprando dinosaurios para el circo de dinosaurios, Circus Lothar.
- En la telenovela chilena El circo de las Montini, los personajes Olga Segunda Montini y David Valenti reciben una oferta del Ringling para trabajar en el trapecio en Estados Unidos.
- La película de 1952 del director Cecil B. DeMille, The Greatest Show on Earth fue rodada en el Ringling y ganó el Óscar a la mejor película en la 25.ª ceremonia de los Premios Óscar de 1953.
- La película de 2017 dirigida por Michael Gracey y protagonizada por Hugh Jackman, El gran showman (título original en inglés: The Greatest Showman), está basada en la historia real de P. T. Barnum, fundador del Ringling. Ganó el Globo de Oro a la Mejor canción por This is me y recibió nominaciones a Mejor actor de comedia o musical y a Mejor película de comedia o musical, así como la nominación a Mejor canción en los Oscar.